# Політехніка (Ясси)
«Політехніка» (рум. Fotbal Club Politehnica Iași) — румунський професійний футбольний клуб з міста Ясси. Заснований 1945 року, розформований 2010. Домашній стадіон «Стадіонул Еміль Александреску» вміщує 11 390 глядачів.

## Досягнення
- Ліга II:
  -  Чемпіон (6): 1959/60, 1961/62, 1967/68, 1972/73, 1981/82, 2003/04
  -  Срібний призер (4): 1985/86, 1986/87, 1987/88, 1993/94

- Ліга III:
  -  Чемпіон (1): 2001/02

## Відомі гравці
| - Йосиф Калай (2007—2009) - Йоан Йонеску (1996—2000;2002-2007) - Андрей Йонеску (2009—2010) - Маріус Кройтору (2009—2010) - Георге Барладяну (2009—2010) - Флорин Кройтору (2002—2004;2004-2005) - Адріан Міхай Попеску (1998—1999) - Мануел Амарандей (1998—1999) - Сорін Дорел Коркяг (1998—1999) - Космин Пасковичи (1998—1999) - Кристіан Пушкаш (1998—1999) - Даніель Євген Бастон (1996—1997;1997-1998) - Дорел Бернард (2002—2007) - Леонард Немтану (1993—1994;1994-1996) - Йонуц Бальба (2002—2010) - Адріан Тома (2004—2008) - Маріан Догару (2004—2005) - Адріан Балдовин (2004—2005) - Юліан Архіре (2004—2006) - Тіберіу Бекеру (2004—2006) - Маріус Дулькіану (2002—2005) - Дануц Мітрук (2002—2006) - Йон Керкель (2003—2004) - Роберт Гебан (2003—2004) - Дорін Аркану (2003—2005) - Танасе Тінель Петре (2003—2005) - Маріус Вінтіля (1999—2000;2002-2003) - Валеріу Бордяну (1996—1999;2005-2006;2006-2007) - Разван Тарля (2006—2007) - Даніель Паку (1994—1996;1996-1997) - Еміль Спіря (1991—1995) - Стеліан Бордяну (1992—1994) - Драгош Урдару (1989—1990;1994-1996;1999-2000) - Даніель Каунеї (1994—1996;1999-2000) - Адріан Амбросіє (1994—1996) - Константин Тирон (1994—1996;1998-1999) - Чипріан Парасків (1992—1993;1993-1998;1998-2000;2003-2004) - Каталін Абаласей (1994—1996) - Драгош Танасе (1994—1996) - Васіле Апачитей (1994—1996) - Думітру Стафіє (1994—1996) - Дануц Мунтяну (1989—1990;1994-1995) - Йоан Кампеану (1989—1990;1994-1996;1999-2000) - Йон Вінтіла (1994—1996) - Йоан Назаряну (1994—1996) - Адріан Кережи (1989—1990;1994-1996) - Адріан Добря (1989—1990;1994-1996;1998-1999;1999-2000;2003-2004) - Міхай Алекса (1995—1996;2003-2004) - Ніколае Соару (1982—1983) - Віорел Ангеліней (1979—1980) - Марсель Кораш (1979—1981) - Міхай Роміля (1975—1979) - Васіле Стан (1975—1976) - Васіле Сіміонас (1971—1984) - Васіле Ланул (1966—1974) - Владимир Марика (1973—1974) - Васіле Йордаше (1969—1971) - Мірча Константінеску (1967—1970) - Августин Деляну (1963—1969) - Євген Стойческу (1966—1967) - Георге Константін (1951—1954) - Георге Войка (1960—1961;1962-1963) - Георге Ойоц (1962—1963) - Георге Фаур (1962—1963) - Георге Міля (1960—1961;1962-1963) - Аурел Унгурою (1960—1961) - Мірчя Мардареску (1970—1972) - Георге Замфір (1962—1963) - Андрей Кристя (2007—2008;2008-2009) - Адріан Кристя (2001—2004) - Діну Санмартен (2001—2002) - Мірчя Васіле Опря (2008—2009) - Корнел Бута (2006—2010) - Богдан Онуц (2004—2005) - Богдан Чипер (1998—2000;2002-2005) - Ромулус Мікря (2004—2010) - Кіприан Міля (2007—2010) - Маріуш Онофраш (1998—2000;2004-2006;2006-2007) | - Йон Дяконеску (1987—1988) - Паул Кодру (1989—1990) - Михай Драгой (1989—1990) - Дан Тополинскі (1983—1985;1989-1990) - Константін Лала (1983—1984) - Маріус Філіп (1997—1998) - Лівіу Петраске (1998—1999) - Клаудіу Стойка (1998—1999) - Валентин Сербан (1998—1999) - Константин Стоян (1998—1999) - Константін Кирила (1998—1999) - Михай Ботан (1998—1999) - Клаудіу Морару (1999—2000) - Алін Поенару (1999—2000) - Йон Барбу (1999—2000) - Флорин Санду (1999—2000) - Йон Раду (1999—2000) - Клаудіу Муха (1999—2000) - Кіпріан Басаску (1999—2000) - Васіле Матинка (1997—2002) - Лусіан Сільвіу Андрієш (2000—2001) - Сергіу Гідарчя (2008—2009) - Богдан Враїтоаря (2004—2005;2005-2006) - Валентин Бадя - Крістіан Бранет - Кристіан Брату - Александру Бухуши - Влад Буйор - Раду Чобану - Крістіан Чуботарю - Крістіан Константін - Йонуц Косташе - Адріан Какіула - Маріан Дамасхін - Чипріан Діану - Андрей Гергелегіу - Сергіу Хомей - Адріан Іліє - Клаудіу Мірчя Йонеску - Александру Лекутя - Александру Марк - Мірчя Мардареску - Крістіан Лучіан Мунтяну - Леонард Найдін - Валентин Негру - Клемент Палімару - Йонел Парву - Георгіан Паун - Разван Плешка - Даніель Редник - Алін Мірчя Саву - Себастьян Сфарля - Кристіан Сильвашан - Йонуц Кристіан Станку - Богдан Стеля - Богдан Стратон - Богдан Страут - Чіпріан Тенасе - Бранко Бакович - Ібрагіма Фалі Балде - Домінік Бершняк - Андрей Печник - Роберту Карвалью Кауї - Леонарду Маріану да Сильва - Андре Тодескату - Мартін Чернох - Ламіне Діаррассуба - Віорел Фрунзе - Алехандро Гаваторта - Мартин Шарич - Стоян Ігнатов - Петар Йованович - Мохаммед Манга - Хосе Монтьєль - Саліф Ного - Шабольч Переньї - Нуну Вівейруш |

## Відомі тренери
| - Йон Унгурою (1960—1961) - Траян Йордаше (1962—1963) - Константин Тяска (1963—1965) - Августин Ботеску (1965—1967) - Йон Захарія (1967—1968) - Сербан Юстин (1968—1970) - Віргіл Мардареску (1970—1972) - Ілія Оаня (1973—1977) - Леоніда Антохи (1977—1981) - Георге Константин (1981—1982) - Йоан Марика (1982—1983) - Йон Мотрок (1982—1983) - Йоан Марика (1983—1984) - Василе Янул (1983—1984) - Васіле Сіміонаш (1983—1984) - Константин Отет (1984—1985) - Васіле Сіміонаш (1984—1985) - Дімітру Антон (1995—1996) | - Леоніда Антохи (1995—1996) - Нарсис Кіокирлан (1995—1996) - Сільвіу Станческу (1995—1996) - Константин Молдовяну (1996—1997) - Маріан Молдован (1997—1998) - Йоан Марика (1998) - Йон Молдован (1998—1999) - Михай Даниля (1999—2000) - Леонида Недельку (1999—2000) - Йон Думітру (2000—2001) - Васіле Сіміонаш (2001—2002) - Марин Барбу (2002—2003) - Васіле Сіміонаш та Нарсис Кіокирлан (2003—2004) - Йонуц Попа (2004—2008) - Крістіано Бергоді (2008—2009) - Йонуц Попа (2008—2009) - Думітру Думітріу (2009—2010) - Петре Григораш (2009—2010) |